# Coppa Davis 2008 Zona Europea/Africana
La Zona Euro-Africana (European and African Zone) è una delle tre divisioni zonali della Coppa Davis 2008. Essa è a sua volta suddivisa in quattro gruppi: Gruppo I, Gruppo II, Gruppo III, Gruppo IV.

## Gruppo I
|                                                                  | Play-off 2º turno 19-21 settembre                                | Play-off 2º turno 19-21 settembre                                | Play-off 2º turno 19-21 settembre                                |                                                                  |                                                                  | Play-off 1º turno 18-20 luglio                                   | Play-off 1º turno 18-20 luglio                                   | Play-off 1º turno 18-20 luglio                                   |                                                                  |                                                                                | 1º turno 8-10 febbraio                                                         | 1º turno 8-10 febbraio                                                         | 1º turno 8-10 febbraio                                                         |                                                                                |                                                                                | 2º turno 11-13 aprile                                                          | 2º turno 11-13 aprile                                                          | 2º turno 11-13 aprile                                                          |                                                                                |                                       |
|                                                                  |                                                                  |                                                                  |                                                                  |                                                                  |                                                                  |                                                                  |                                                                  |                                                                  |                                                                  |                                                                                |                                                                                |                                                                                |                                                                                |                                                                                |                                                                                |                                                                                |                                                                                |                                                                                |                                                                                |                                       |
|                                                                  |                                                                  |                                                                  |                                                                  |                                                                  |                                                                  |                                                                  |                                                                  |                                                                  |                                                                  |                                                                                |                                                                                |                                                                                |                                                                                |                                                                                |                                                                                |                                                                                |                                                                                |                                                                                |                                                                                |                                       |
|                                                                  |                                                                  |                                                                  |                                                                  |                                                                  |                                                                  |                                                                  |                                                                  |                                                                  |                                                                  |                                                                                | 1                                                                              | Croazia                                                                        |                                                                                |                                                                                |                                                                                |                                                                                |                                                                                |                                                                                |                                                                                |                                       |
|                                                                  |                                                                  |                                                                  |                                                                  |                                                                  |                                                                  |                                                                  |                                                                  |                                                                  |                                                                  |                                                                                |                                                                                | bye                                                                            |                                                                                |                                                                                |                                                                                | Ragusa, Croazia (Cemento indoor)                                               | Ragusa, Croazia (Cemento indoor)                                               | Ragusa, Croazia (Cemento indoor)                                               | Ragusa, Croazia (Cemento indoor)                                               | Ragusa, Croazia (Cemento indoor)      |
|                                                                  |                                                                  |                                                                  |                                                                  |                                                                  |                                                                  |                                                                  | Italia                                                           |                                                                  |                                                                  |                                                                                |                                                                                |                                                                                |                                                                                |                                                                                | 1                                                                              | Croazia                                                                        | 3                                                                              |                                                                                |                                                                                |                                       |
|                                                                  |                                                                  |                                                                  |                                                                  |                                                                  |                                                                  |                                                                  | bye                                                              |                                                                  |                                                                  |                                                                                |                                                                                |                                                                                |                                                                                |                                                                                |                                                                                | Italia                                                                         | 2                                                                              |                                                                                |                                                                                |                                       |
|                                                                  |                                                                  |                                                                  |                                                                  |                                                                  |                                                                  |                                                                  |                                                                  |                                                                  |                                                                  |                                                                                | Italia                                                                         |                                                                                |                                                                                |                                                                                |                                                                                |                                                                                |                                                                                |                                                                                |                                                                                |                                       |
|                                                                  | Montecatini Terme, Italia (Terra)                                | Montecatini Terme, Italia (Terra)                                | Montecatini Terme, Italia (Terra)                                | Montecatini Terme, Italia (Terra)                                |                                                                  |                                                                  |                                                                  |                                                                  |                                                                  |                                                                                | bye                                                                            |                                                                                |                                                                                |                                                                                |                                                                                |                                                                                |                                                                                |                                                                                |                                                                                |                                       |
|                                                                  |                                                                  | Italia                                                           | 3                                                                |                                                                  |                                                                  |                                                                  |                                                                  |                                                                  |                                                                  |                                                                                |                                                                                |                                                                                |                                                                                |                                                                                |                                                                                |                                                                                |                                                                                |                                                                                |                                                                                |                                       |
|                                                                  |                                                                  | Lettonia                                                         | 2                                                                |                                                                  |                                                                  |                                                                  |                                                                  |                                                                  |                                                                  |                                                                                |                                                                                |                                                                                |                                                                                |                                                                                |                                                                                |                                                                                |                                                                                |                                                                                |                                                                                |                                       |
|                                                                  |                                                                  |                                                                  |                                                                  |                                                                  |                                                                  |                                                                  |                                                                  |                                                                  |                                                                  |                                                                                | 4                                                                              | Paesi Bassi                                                                    |                                                                                |                                                                                |                                                                                |                                                                                |                                                                                |                                                                                |                                                                                |                                       |
|                                                                  |                                                                  |                                                                  |                                                                  |                                                                  |                                                                  |                                                                  |                                                                  |                                                                  |                                                                  |                                                                                |                                                                                | bye                                                                            |                                                                                |                                                                                |                                                                                | Skopje, Macedonia (Terra)                                                      | Skopje, Macedonia (Terra)                                                      | Skopje, Macedonia (Terra)                                                      | Skopje, Macedonia (Terra)                                                      | Skopje, Macedonia (Terra)             |
|                                                                  |                                                                  |                                                                  |                                                                  |                                                                  |                                                                  | bye                                                              |                                                                  |                                                                  |                                                                  |                                                                                |                                                                                |                                                                                |                                                                                | 4                                                                              | Paesi Bassi                                                                    | 4                                                                              |                                                                                |                                                                                |                                                                                |                                       |
|                                                                  |                                                                  |                                                                  |                                                                  |                                                                  |                                                                  |                                                                  | Lettonia                                                         |                                                                  |                                                                  | Skopje, Macedonia (Terra indoor)                                               | Skopje, Macedonia (Terra indoor)                                               | Skopje, Macedonia (Terra indoor)                                               | Skopje, Macedonia (Terra indoor)                                               |                                                                                |                                                                                | Macedonia                                                                      | 1                                                                              |                                                                                |                                                                                |                                       |
|                                                                  |                                                                  |                                                                  |                                                                  |                                                                  |                                                                  |                                                                  |                                                                  |                                                                  |                                                                  |                                                                                | Lettonia                                                                       | 1                                                                              |                                                                                |                                                                                |                                                                                |                                                                                |                                                                                |                                                                                |                                                                                |                                       |
|                                                                  |                                                                  |                                                                  |                                                                  |                                                                  |                                                                  |                                                                  |                                                                  |                                                                  |                                                                  |                                                                                |                                                                                | Macedonia                                                                      | 4                                                                              |                                                                                |                                                                                |                                                                                |                                                                                |                                                                                |                                                                                |                                       |
|                                                                  |                                                                  |                                                                  |                                                                  |                                                                  |                                                                  |                                                                  |                                                                  |                                                                  |                                                                  |                                                                                | Kreuzlingen, Svizzera (Cemento indoor)                                         |                                                                                |                                                                                |                                                                                |                                                                                |                                                                                |                                                                                |                                                                                |                                                                                |                                       |
|                                                                  |                                                                  |                                                                  |                                                                  |                                                                  |                                                                  |                                                                  |                                                                  |                                                                  |                                                                  |                                                                                |                                                                                | Svizzera                                                                       | 4                                                                              |                                                                                |                                                                                |                                                                                |                                                                                |                                                                                |                                                                                |                                       |
|                                                                  |                                                                  |                                                                  |                                                                  |                                                                  |                                                                  | Minsk, Bielorussia (Cemento)                                     | Minsk, Bielorussia (Cemento)                                     | Minsk, Bielorussia (Cemento)                                     | Minsk, Bielorussia (Cemento)                                     |                                                                                |                                                                                | Polonia                                                                        | 1                                                                              |                                                                                |                                                                                | Minsk, Bielorussia (Sintetico indoor)                                          | Minsk, Bielorussia (Sintetico indoor)                                          | Minsk, Bielorussia (Sintetico indoor)                                          | Minsk, Bielorussia (Sintetico indoor)                                          | Minsk, Bielorussia (Sintetico indoor) |
|                                                                  |                                                                  |                                                                  |                                                                  |                                                                  |                                                                  |                                                                  | Polonia                                                          | 4                                                                |                                                                  |                                                                                |                                                                                |                                                                                |                                                                                |                                                                                |                                                                                | Svizzera                                                                       | 4                                                                              |                                                                                |                                                                                |                                       |
|                                                                  |                                                                  |                                                                  |                                                                  |                                                                  |                                                                  | 3                                                                | Bielorussia                                                      | 1                                                                |                                                                  |                                                                                |                                                                                |                                                                                |                                                                                |                                                                                | 3                                                                              | Bielorussia                                                                    | 1                                                                              |                                                                                |                                                                                |                                       |
|                                                                  |                                                                  |                                                                  |                                                                  |                                                                  |                                                                  |                                                                  |                                                                  |                                                                  |                                                                  |                                                                                | bye                                                                            |                                                                                |                                                                                |                                                                                |                                                                                |                                                                                |                                                                                |                                                                                |                                                                                |                                       |
|                                                                  | Minsk, Bielorussia (Cemento)                                     | Minsk, Bielorussia (Cemento)                                     | Minsk, Bielorussia (Cemento)                                     | Minsk, Bielorussia (Cemento)                                     |                                                                  |                                                                  |                                                                  |                                                                  |                                                                  | 3                                                                              | Bielorussia                                                                    |                                                                                |                                                                                |                                                                                |                                                                                |                                                                                |                                                                                |                                                                                |                                                                                |                                       |
|                                                                  | 3                                                                | Bielorussia                                                      | 3                                                                |                                                                  |                                                                  |                                                                  |                                                                  |                                                                  |                                                                  |                                                                                |                                                                                |                                                                                |                                                                                |                                                                                |                                                                                |                                                                                |                                                                                |                                                                                |                                                                                |                                       |
|                                                                  |                                                                  | Georgia                                                          | 0                                                                |                                                                  |                                                                  |                                                                  |                                                                  |                                                                  |                                                                  |                                                                                |                                                                                |                                                                                |                                                                                |                                                                                |                                                                                |                                                                                |                                                                                |                                                                                |                                                                                |                                       |
|                                                                  |                                                                  |                                                                  |                                                                  |                                                                  |                                                                  |                                                                  |                                                                  |                                                                  |                                                                  |                                                                                |                                                                                | bye                                                                            |                                                                                |                                                                                |                                                                                |                                                                                |                                                                                |                                                                                |                                                                                |                                       |
|                                                                  |                                                                  |                                                                  |                                                                  |                                                                  |                                                                  |                                                                  |                                                                  |                                                                  |                                                                  |                                                                                |                                                                                | Georgia                                                                        |                                                                                |                                                                                |                                                                                | Bratislava, Slovacchia (Terra indoor)                                          | Bratislava, Slovacchia (Terra indoor)                                          | Bratislava, Slovacchia (Terra indoor)                                          | Bratislava, Slovacchia (Terra indoor)                                          | Bratislava, Slovacchia (Terra indoor) |
|                                                                  |                                                                  |                                                                  |                                                                  |                                                                  |                                                                  | Georgia                                                          |                                                                  |                                                                  |                                                                  |                                                                                |                                                                                |                                                                                |                                                                                |                                                                                | Georgia                                                                        | 1                                                                              |                                                                                |                                                                                |                                                                                |                                       |
|                                                                  |                                                                  |                                                                  |                                                                  |                                                                  |                                                                  |                                                                  | bye                                                              |                                                                  |                                                                  |                                                                                |                                                                                |                                                                                |                                                                                |                                                                                | 2                                                                              | Slovacchia                                                                     | 4                                                                              |                                                                                |                                                                                |                                       |
|                                                                  |                                                                  |                                                                  |                                                                  |                                                                  |                                                                  |                                                                  |                                                                  |                                                                  |                                                                  |                                                                                | bye                                                                            |                                                                                |                                                                                |                                                                                |                                                                                |                                                                                |                                                                                |                                                                                |                                                                                |                                       |
|                                                                  |                                                                  |                                                                  |                                                                  |                                                                  |                                                                  |                                                                  |                                                                  |                                                                  |                                                                  |                                                                                | 2                                                                              | Slovacchia                                                                     |                                                                                |                                                                                |                                                                                |                                                                                |                                                                                |                                                                                |                                                                                |                                       |
| Lettonia e Georgia retrocesse al Group II della Coppa Davis 2009 | Lettonia e Georgia retrocesse al Group II della Coppa Davis 2009 | Lettonia e Georgia retrocesse al Group II della Coppa Davis 2009 | Lettonia e Georgia retrocesse al Group II della Coppa Davis 2009 | Lettonia e Georgia retrocesse al Group II della Coppa Davis 2009 | Lettonia e Georgia retrocesse al Group II della Coppa Davis 2009 | Lettonia e Georgia retrocesse al Group II della Coppa Davis 2009 | Lettonia e Georgia retrocesse al Group II della Coppa Davis 2009 | Lettonia e Georgia retrocesse al Group II della Coppa Davis 2009 | Lettonia e Georgia retrocesse al Group II della Coppa Davis 2009 | Croazia, Paesi Bassi, Svizzera, e Slovacchia ammesse ai World Group Play-offs. | Croazia, Paesi Bassi, Svizzera, e Slovacchia ammesse ai World Group Play-offs. | Croazia, Paesi Bassi, Svizzera, e Slovacchia ammesse ai World Group Play-offs. | Croazia, Paesi Bassi, Svizzera, e Slovacchia ammesse ai World Group Play-offs. | Croazia, Paesi Bassi, Svizzera, e Slovacchia ammesse ai World Group Play-offs. | Croazia, Paesi Bassi, Svizzera, e Slovacchia ammesse ai World Group Play-offs. | Croazia, Paesi Bassi, Svizzera, e Slovacchia ammesse ai World Group Play-offs. | Croazia, Paesi Bassi, Svizzera, e Slovacchia ammesse ai World Group Play-offs. | Croazia, Paesi Bassi, Svizzera, e Slovacchia ammesse ai World Group Play-offs. | Croazia, Paesi Bassi, Svizzera, e Slovacchia ammesse ai World Group Play-offs. |                                       |

## Gruppo II
|                                                                                         | Play-off 18-20 luglio                                                                   | Play-off 18-20 luglio                                                                   | Play-off 18-20 luglio                                                                   |                                                                                         |                                                                                         | 1º turno 11-13 aprile                                                                   | 1º turno 11-13 aprile                                                                   | 1º turno 11-13 aprile                                                                   |                                                                                         |                                                                 | 2º turno 18-20 luglio                                           | 2º turno 18-20 luglio                                           | 2º turno 18-20 luglio                                           |                                                                 |                                                                 | 3º turno 19-21 settembre                                        | 3º turno 19-21 settembre                                        | 3º turno 19-21 settembre                                        |                                                                 |                                          |
|                                                                                         |                                                                                         |                                                                                         |                                                                                         |                                                                                         |                                                                                         |                                                                                         |                                                                                         |                                                                                         |                                                                                         |                                                                 |                                                                 |                                                                 |                                                                 |                                                                 |                                                                 |                                                                 |                                                                 |                                                                 |                                                                 |                                          |
|                                                                                         |                                                                                         |                                                                                         |                                                                                         |                                                                                         |                                                                                         | Esch-sur-Alzette, Lussemburgo (Cemento indoor)                                          |                                                                                         |                                                                                         |                                                                                         |                                                                 |                                                                 |                                                                 |                                                                 |                                                                 |                                                                 |                                                                 |                                                                 |                                                                 |                                                                 |                                          |
|                                                                                         |                                                                                         |                                                                                         |                                                                                         |                                                                                         |                                                                                         | 1                                                                                       | Lussemburgo                                                                             | 0                                                                                       |                                                                                         |                                                                 |                                                                 |                                                                 |                                                                 |                                                                 |                                                                 |                                                                 |                                                                 |                                                                 |                                                                 |                                          |
|                                                                                         | Hanko, Finlandia (Terra)                                                                | Hanko, Finlandia (Terra)                                                                | Hanko, Finlandia (Terra)                                                                | Hanko, Finlandia (Terra)                                                                |                                                                                         |                                                                                         | Danimarca                                                                               | 5                                                                                       |                                                                                         |                                                                 | Johannesburg, Sudafrica (Cemento)                               | Johannesburg, Sudafrica (Cemento)                               | Johannesburg, Sudafrica (Cemento)                               | Johannesburg, Sudafrica (Cemento)                               | Johannesburg, Sudafrica (Cemento)                               |                                                                 |                                                                 |                                                                 |                                                                 |                                          |
|                                                                                         | 1                                                                                       | Lussemburgo                                                                             | 2                                                                                       |                                                                                         |                                                                                         |                                                                                         |                                                                                         |                                                                                         |                                                                                         |                                                                 | Danimarca                                                       | 0                                                               |                                                                 |                                                                 |                                                                 |                                                                 |                                                                 |                                                                 |                                                                 |                                          |
|                                                                                         | 7                                                                                       | Finlandia                                                                               | 3                                                                                       |                                                                                         | Helsinki, Finlandia (Cemento indoor)                                                    | Helsinki, Finlandia (Cemento indoor)                                                    | Helsinki, Finlandia (Cemento indoor)                                                    | Helsinki, Finlandia (Cemento indoor)                                                    |                                                                                         |                                                                 | Sudafrica                                                       | 5                                                               |                                                                 |                                                                 |                                                                 |                                                                 |                                                                 |                                                                 |                                                                 |                                          |
|                                                                                         |                                                                                         |                                                                                         |                                                                                         |                                                                                         | 7                                                                                       | Finlandia                                                                               | 1                                                                                       |                                                                                         |                                                                                         |                                                                 |                                                                 |                                                                 |                                                                 |                                                                 |                                                                 |                                                                 |                                                                 |                                                                 |                                                                 |                                          |
|                                                                                         |                                                                                         |                                                                                         |                                                                                         |                                                                                         |                                                                                         |                                                                                         | Sudafrica                                                                               | 4                                                                                       |                                                                                         |                                                                 |                                                                 |                                                                 |                                                                 |                                                                 |                                                                 | Roquebrune-Cap-Martin, Francia (Terra)                          | Roquebrune-Cap-Martin, Francia (Terra)                          | Roquebrune-Cap-Martin, Francia (Terra)                          | Roquebrune-Cap-Martin, Francia (Terra)                          | Roquebrune-Cap-Martin, Francia (Terra)   |
|                                                                                         |                                                                                         |                                                                                         |                                                                                         |                                                                                         |                                                                                         |                                                                                         |                                                                                         |                                                                                         |                                                                                         |                                                                 |                                                                 |                                                                 |                                                                 |                                                                 |                                                                 |                                                                 | Sudafrica                                                       | 3                                                               |                                                                 |                                          |
|                                                                                         |                                                                                         |                                                                                         |                                                                                         |                                                                                         |                                                                                         | Algeri, Algeria (Terra)                                                                 | Algeri, Algeria (Terra)                                                                 | Algeri, Algeria (Terra)                                                                 | Algeri, Algeria (Terra)                                                                 | Algeri, Algeria (Terra)                                         |                                                                 |                                                                 |                                                                 |                                                                 |                                                                 | 5                                                               | Monaco                                                          | 2                                                               |                                                                 |                                          |
|                                                                                         |                                                                                         |                                                                                         |                                                                                         |                                                                                         |                                                                                         | 3                                                                                       | Ungheria                                                                                | 2                                                                                       |                                                                                         |                                                                 |                                                                 |                                                                 |                                                                 |                                                                 |                                                                 |                                                                 |                                                                 |                                                                 |                                                                 |                                          |
|                                                                                         | Salonicco, Grecia (Terra)                                                               | Salonicco, Grecia (Terra)                                                               | Salonicco, Grecia (Terra)                                                               | Salonicco, Grecia (Terra)                                                               |                                                                                         |                                                                                         | Algeria                                                                                 | 3                                                                                       |                                                                                         |                                                                 | Roquebrune-Cap-Martin, Francia (Terra)                          | Roquebrune-Cap-Martin, Francia (Terra)                          | Roquebrune-Cap-Martin, Francia (Terra)                          | Roquebrune-Cap-Martin, Francia (Terra)                          | Roquebrune-Cap-Martin, Francia (Terra)                          |                                                                 |                                                                 |                                                                 |                                                                 |                                          |
|                                                                                         | 3                                                                                       | Ungheria                                                                                | 5                                                                                       |                                                                                         |                                                                                         |                                                                                         |                                                                                         |                                                                                         |                                                                                         |                                                                 | Algeria                                                         | 0                                                               |                                                                 |                                                                 |                                                                 |                                                                 |                                                                 |                                                                 |                                                                 |                                          |
|                                                                                         |                                                                                         | Grecia                                                                                  | 0                                                                                       |                                                                                         | Roquebrune-Cap-Martin, Francia (Terra)                                                  | Roquebrune-Cap-Martin, Francia (Terra)                                                  | Roquebrune-Cap-Martin, Francia (Terra)                                                  | Roquebrune-Cap-Martin, Francia (Terra)                                                  |                                                                                         | 5                                                               | Monaco                                                          | 5                                                               |                                                                 |                                                                 |                                                                 |                                                                 |                                                                 |                                                                 |                                                                 |                                          |
|                                                                                         |                                                                                         |                                                                                         |                                                                                         |                                                                                         | 5                                                                                       | Monaco                                                                                  | 3                                                                                       |                                                                                         |                                                                                         |                                                                 |                                                                 |                                                                 |                                                                 |                                                                 |                                                                 |                                                                 |                                                                 |                                                                 |                                                                 |                                          |
|                                                                                         |                                                                                         |                                                                                         |                                                                                         |                                                                                         |                                                                                         |                                                                                         | Grecia                                                                                  | 2                                                                                       |                                                                                         |                                                                 |                                                                 |                                                                 |                                                                 |                                                                 |                                                                 |                                                                 |                                                                 |                                                                 |                                                                 |                                          |
|                                                                                         |                                                                                         |                                                                                         |                                                                                         |                                                                                         |                                                                                         | Cherkasy, Ucraina (Cemento indoor)                                                      |                                                                                         |                                                                                         |                                                                                         |                                                                 |                                                                 |                                                                 |                                                                 |                                                                 |                                                                 |                                                                 |                                                                 |                                                                 |                                                                 |                                          |
|                                                                                         |                                                                                         |                                                                                         |                                                                                         |                                                                                         |                                                                                         |                                                                                         | Egitto                                                                                  | 0                                                                                       |                                                                                         |                                                                 |                                                                 |                                                                 |                                                                 |                                                                 |                                                                 |                                                                 |                                                                 |                                                                 |                                                                 |                                          |
|                                                                                         | Il Cairo, Egitto (Terra)                                                                | Il Cairo, Egitto (Terra)                                                                | Il Cairo, Egitto (Terra)                                                                | Il Cairo, Egitto (Terra)                                                                |                                                                                         | 6                                                                                       | Ucraina                                                                                 | 5                                                                                       |                                                                                         |                                                                 | Dublino, Irlanda (erba)                                         | Dublino, Irlanda (erba)                                         | Dublino, Irlanda (erba)                                         | Dublino, Irlanda (erba)                                         | Dublino, Irlanda (erba)                                         |                                                                 |                                                                 |                                                                 |                                                                 |                                          |
|                                                                                         |                                                                                         | Egitto                                                                                  | 3                                                                                       |                                                                                         |                                                                                         |                                                                                         |                                                                                         |                                                                                         |                                                                                         | 6                                                               | Ucraina                                                         | 3                                                               |                                                                 |                                                                 |                                                                 |                                                                 |                                                                 |                                                                 |                                                                 |                                          |
|                                                                                         | 4                                                                                       | Marocco                                                                                 | 2                                                                                       |                                                                                         | Dublino, Irlanda (Sintetico indoor)                                                     | Dublino, Irlanda (Sintetico indoor)                                                     | Dublino, Irlanda (Sintetico indoor)                                                     | Dublino, Irlanda (Sintetico indoor)                                                     |                                                                                         |                                                                 | Irlanda                                                         | 2                                                               |                                                                 |                                                                 |                                                                 |                                                                 |                                                                 |                                                                 |                                                                 |                                          |
|                                                                                         |                                                                                         |                                                                                         |                                                                                         |                                                                                         |                                                                                         | Irlanda                                                                                 | 3                                                                                       |                                                                                         |                                                                                         |                                                                 |                                                                 |                                                                 |                                                                 |                                                                 |                                                                 |                                                                 |                                                                 |                                                                 |                                                                 |                                          |
|                                                                                         |                                                                                         |                                                                                         |                                                                                         |                                                                                         |                                                                                         | 4                                                                                       | Marocco                                                                                 | 2                                                                                       |                                                                                         |                                                                 |                                                                 |                                                                 |                                                                 |                                                                 |                                                                 | Dnipropetrovsk, Ucraina (Cemento indoor)                        | Dnipropetrovsk, Ucraina (Cemento indoor)                        | Dnipropetrovsk, Ucraina (Cemento indoor)                        | Dnipropetrovsk, Ucraina (Cemento indoor)                        | Dnipropetrovsk, Ucraina (Cemento indoor) |
|                                                                                         |                                                                                         |                                                                                         |                                                                                         |                                                                                         |                                                                                         |                                                                                         |                                                                                         |                                                                                         |                                                                                         |                                                                 |                                                                 |                                                                 |                                                                 |                                                                 |                                                                 | 6                                                               | Ucraina                                                         | 5                                                               |                                                                 |                                          |
|                                                                                         |                                                                                         |                                                                                         |                                                                                         |                                                                                         |                                                                                         | Nicosia, Cipro (Cemento)                                                                | Nicosia, Cipro (Cemento)                                                                | Nicosia, Cipro (Cemento)                                                                | Nicosia, Cipro (Cemento)                                                                | Nicosia, Cipro (Cemento)                                        |                                                                 |                                                                 |                                                                 |                                                                 |                                                                 | 2                                                               | Portogallo                                                      | 0                                                               |                                                                 |                                          |
|                                                                                         |                                                                                         |                                                                                         |                                                                                         |                                                                                         |                                                                                         |                                                                                         | Cipro                                                                                   | 3                                                                                       |                                                                                         |                                                                 |                                                                 |                                                                 |                                                                 |                                                                 |                                                                 |                                                                 |                                                                 |                                                                 |                                                                 |                                          |
|                                                                                         | Tunisi, Tunisia (Terra)                                                                 | Tunisi, Tunisia (Terra)                                                                 | Tunisi, Tunisia (Terra)                                                                 | Tunisi, Tunisia (Terra)                                                                 |                                                                                         | 8                                                                                       | Slovenia                                                                                | 2                                                                                       |                                                                                         |                                                                 | Porto, Portogallo (Terra)                                       | Porto, Portogallo (Terra)                                       | Porto, Portogallo (Terra)                                       | Porto, Portogallo (Terra)                                       | Porto, Portogallo (Terra)                                       |                                                                 |                                                                 |                                                                 |                                                                 |                                          |
|                                                                                         | 8                                                                                       | Slovenia                                                                                | 4                                                                                       |                                                                                         |                                                                                         |                                                                                         |                                                                                         |                                                                                         |                                                                                         |                                                                 | Cipro                                                           | 0                                                               |                                                                 |                                                                 |                                                                 |                                                                 |                                                                 |                                                                 |                                                                 |                                          |
|                                                                                         |                                                                                         | Tunisia                                                                                 | 1                                                                                       |                                                                                         | Estoril, Portogallo (Terra)                                                             | Estoril, Portogallo (Terra)                                                             | Estoril, Portogallo (Terra)                                                             | Estoril, Portogallo (Terra)                                                             |                                                                                         | 2                                                               | Portogallo                                                      | 5                                                               |                                                                 |                                                                 |                                                                 |                                                                 |                                                                 |                                                                 |                                                                 |                                          |
|                                                                                         |                                                                                         |                                                                                         |                                                                                         |                                                                                         |                                                                                         | Tunisia                                                                                 | 1                                                                                       |                                                                                         |                                                                                         |                                                                 |                                                                 |                                                                 |                                                                 |                                                                 |                                                                 |                                                                 |                                                                 |                                                                 |                                                                 |                                          |
|                                                                                         |                                                                                         |                                                                                         |                                                                                         |                                                                                         |                                                                                         | 2                                                                                       | Portogallo                                                                              | 4                                                                                       |                                                                                         |                                                                 |                                                                 |                                                                 |                                                                 |                                                                 |                                                                 |                                                                 |                                                                 |                                                                 |                                                                 |                                          |
| Lussemburgo, Grecia, Marocco, e Tunisia retrocesse al Group III della Coppa Davis 2009. | Lussemburgo, Grecia, Marocco, e Tunisia retrocesse al Group III della Coppa Davis 2009. | Lussemburgo, Grecia, Marocco, e Tunisia retrocesse al Group III della Coppa Davis 2009. | Lussemburgo, Grecia, Marocco, e Tunisia retrocesse al Group III della Coppa Davis 2009. | Lussemburgo, Grecia, Marocco, e Tunisia retrocesse al Group III della Coppa Davis 2009. | Lussemburgo, Grecia, Marocco, e Tunisia retrocesse al Group III della Coppa Davis 2009. | Lussemburgo, Grecia, Marocco, e Tunisia retrocesse al Group III della Coppa Davis 2009. | Lussemburgo, Grecia, Marocco, e Tunisia retrocesse al Group III della Coppa Davis 2009. | Lussemburgo, Grecia, Marocco, e Tunisia retrocesse al Group III della Coppa Davis 2009. | Lussemburgo, Grecia, Marocco, e Tunisia retrocesse al Group III della Coppa Davis 2009. | Sudafrica e Ucraina promosse al Group I della Coppa Davis 2009. | Sudafrica e Ucraina promosse al Group I della Coppa Davis 2009. | Sudafrica e Ucraina promosse al Group I della Coppa Davis 2009. | Sudafrica e Ucraina promosse al Group I della Coppa Davis 2009. | Sudafrica e Ucraina promosse al Group I della Coppa Davis 2009. | Sudafrica e Ucraina promosse al Group I della Coppa Davis 2009. | Sudafrica e Ucraina promosse al Group I della Coppa Davis 2009. | Sudafrica e Ucraina promosse al Group I della Coppa Davis 2009. | Sudafrica e Ucraina promosse al Group I della Coppa Davis 2009. | Sudafrica e Ucraina promosse al Group I della Coppa Davis 2009. |                                          |

## Gruppo III

### Girone 1
- Località: Tennis Club Lokomotiv, Plovdiv, Bulgaria (Terra)
- Data: 9-13 aprile
- Ritirate: Botswana e Nigeria

|   | Girone 1             | BUL | MNE | TUR | MAD | CIV | ZIM |
| 1 | Bulgaria (5-0)       |     | 3-0 | 3-0 | 2-1 | 3-0 | 3-0 |
| 2 | Montenegro (4-1)     | 0-3 |     | 2-1 | 2-1 | 3-0 | 3-0 |
| 3 | Turchia (3-2)        | 0-3 | 1-2 |     | 3-0 | 3-0 | 3-0 |
| 4 | Madagascar (2-3)     | 1-2 | 1-2 | 0-3 |     | 3-0 | 3-0 |
| 5 | Costa d'Avorio (1-4) | 0-3 | 0-3 | 0-3 | 0-3 |     | 2-1 |
| 6 | Zimbabwe (0-5)       | 0-3 | 0-3 | 0-3 | 0-3 | 1-2 |     |

- Bulgaria e Montenegro promosse al Gruppo II della Coppa Davis 2009.
- Costa D'Avorio e Zimbabwe retrocesse nel Gruppo IV della Coppa Davis 2009.

### Girone 2
- Località: Master Class Tennis and Fitness Club, Erevan, Armenia (Terra)
- Data: 7-11 maggio

|   | Pool A         | MDA | NOR | ARM | AND |   |                                | Pool B | BIH | LTU | EST | GHA |
| 1 | Moldavia (3-0) |     | 2-1 | 3-0 | 3-0 | 1 | Bosnia ed Erzegovina (2-1, 7R) |        | 1-2 | 3-0 | 3-0 |     |
| 2 | Norvegia (2-1) | 1-2 |     | 3-0 | 3-0 | 2 | Lituania (2-1, 6R)             | 2-1    |     | 1-2 | 3-0 |     |
| 3 | Armenia (1-2)  | 0-3 | 0-3 |     | 2-1 | 3 | Estonia (2-1, 5R)              | 0-3    | 2-1 |     | 3-0 |     |
| 4 | Andorra (0-3)  | 0-3 | 0-3 | 1-2 |     | 4 | Ghana (0-3)                    | 0-3    | 0-3 | 0-3 |     |     |

|   | 1°-4° Play-off             | MDA | LTU | NOR | BIH |   |                   | 5°-8° Play-off | EST | AND | ARM | GHA |
| 1 | Moldavia (3-0)             |     | 3-0 | 2-1 | 3-0 | 1 | Estonia (3-0)     |                | 3-0 | 3-0 | 3-0 |     |
| 2 | Lituania (2-1)             | 0-3 |     | 2-1 | 2-1 | 2 | Andorra (1-2, 4R) | 0-3            |     | 1-2 | 3-0 |     |
| 3 | Norvegia (1-2)             | 1-2 | 1-2 |     | 2-1 | 3 | Armenia (1-2, 3R) | 0-3            | 2-1 |     | 1-2 |     |
| 4 | Bosnia ed Erzegovina (0-3) | 0-3 | 1-2 | 1-2 |     | 4 | Ghana (1-2, 2R)   | 0-3            | 0-3 | 2-1 |     |     |

- Moldova e Lituania promosse al Gruppo II della Coppa Davis 2009.
- Armenia e Ghana retrocesse nel Gruppo IV della Coppa Davis 2009.

## Gruppo IV
- Località: Master Class Tennis and Fitness Club, Erevan, Armenia (Terra)
- Data: Settimana del 28 aprile
- Ritirate: Libia, Malta, e Mauritius

|   |                  | ISL | NAM | SMR | RWA |
| 1 | Islanda (3-0)    |     | 3-0 | 2-1 | 3-0 |
| 2 | Namibia (2-1)    | 0-3 |     | 2-1 | 3-0 |
| 3 | San Marino (1-2) | 1-2 | 1-2 |     | 3-0 |
| 4 | Ruanda (0-3)     | 0-3 | 0-3 | 0-3 |     |

- Islanda, Namibia, San Marino e Ruanda promossa al Gruppo III della Coppa Davis 2009.